# Ландстад, Магнус-Броструп

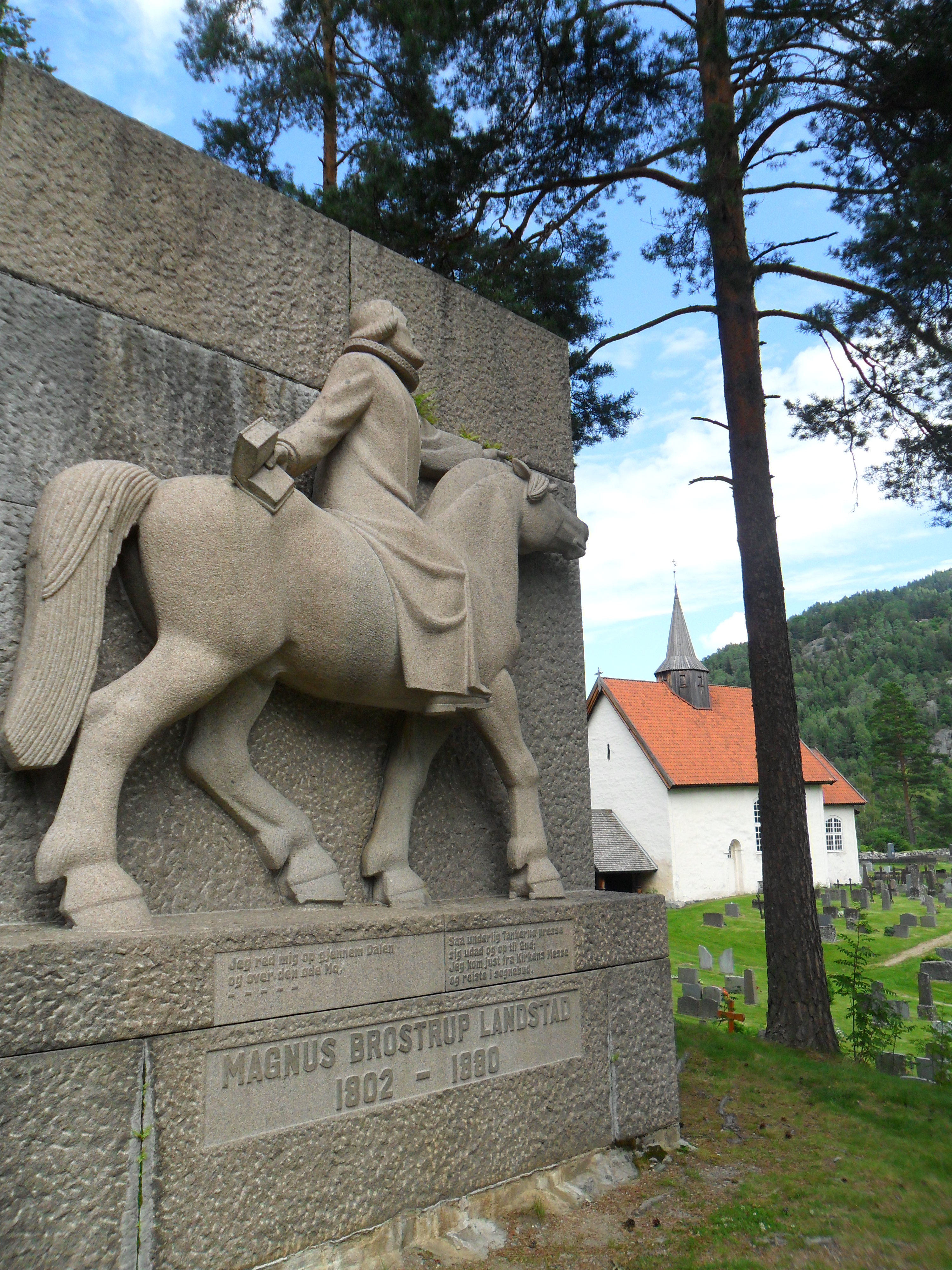
Мемориал Магнусу Ландстаду в Сельйорде

Магнус-Броструп Ландстад (норв. Magnus Brostrup Landstad; 7 октября 1802, Мосёй — 8 октября 1880, Осло) — норвежский поэт, фольклорист, священник. Кандидат богословия.

## Биография
Родился в семье приходского священника. Став пастором, шесть лет служил капелланом в Гёусдале.
Собрал большое количество народных песен, которые, с соблюдением диалектических особенностей, издал под заглавием «Norske folkviser» (1853). В большинстве церквей Норвегии принят его сборник духовных песен: «Kirkesalmebog» (1869).
Известен тем, что ввёл современный норвежский язык в написанные им духовные гимны, что внесло значительный вклад в развитие духа норвежского романтического национализма.
Похоронен на Спасском кладбище в Осло.